# Hedinia
Hedinia es un género botánico con seis especies de plantas de flores, pertenecientes a la familia Brassicaceae. 
Está considerado un sinónimo del género Smelowskia C. A. Mey. ex Ledeb.

## Especies seleccionadas
| - Hedinia altaica - Hedinia czukotica - Hedinia lata - Hedinia rotundata - Hedinia taxkargannica - Hedinia tibetica |